# Lixomania
Lixomania é uma banda de punk rock brasileira, formada em 1979, no bairro do Lauzane Paulista, São Paulo.

## História

### Pioneirismo
Formada por Adauto "Adá" no baixo, Tikinho na guitarra e no vocal e Zú na bateria, começaram a tocar em 1979, influenciados principalmente por Sex Pistols, Ramones, The Clash, Stiff Little Fingers, UK Subs, Dead Boys, Sham 69 e Lurkers. Depois de algumas apresentações, Alê assume os vocais.
Em 1980, com alguns ensaios e apenas três músicas no repertório, o Lixomania fez a sua primeira apresentação num encontro inédito de bandas punks, realizado a portas fechadas em Santo Amaro, na zona sul de São Paulo. Neste mesmo dia apresentaram-se Inocentes, Mack, Anarkólatras, Colera e Olho Seco. No decorrer de 1980 e 1981, o Lixomania realizou diversos shows pela periferia de São Paulo e rapidamente ganhou prestígio entre os punks paulistanos.
Em 1981, Alê deixou a banda e Moreno assumiu os vocais, além do baterista Zú, substituído por Miro (ex-Guerrilha Urbana). Com essa formação, o Lixomania gravou o EP triplo Violência e Sobrevivência, lançado em setembro de 1982, financiado por Carlos Marçal Bueno, amigo e simpatizante da banda. O EP contém seis faixas: "Violência e Sobrevivência", "Massacre Inocente", "O Punk Rock não Morreu", "Zé Ninguém", "Fugitivo" e "Os Punks Também Amam". Foi o primeiro disco individual de uma banda punk no Brasil, lançado poucos meses depois do pioneiro Grito Suburbano.
Após o lançamento do EP, o Lixomania tocou em algumas cidades do interior paulista e participou do lendário festival O Começo do Fim do Mundo, no Sesc Pompéia, em São Paulo. Nessa época, o vocalista Moreno tinha saído para tocar baixo no Psykóze, e foi substituído por Alê, que voltou à banda.
Pouco depois, o Lixomania foi a primeira banda punk paulistana a tocar fora do estado. Uma das apresentações foi no Circo Voador no Rio de Janeiro, que teve na abertura Paralamas do Sucesso e Kid Abelha & os Abóboras Selvagens. Também tocaram em um show no estádio de Juiz de Fora, assistido por milhares de pessoas.
Após as apresentações no Rio de Janeiro, foram convidado para uma reunião com o diretor da gravadora RCA no Brasil, que propôs lançar um LP da banda. O contrato previa que a gravadora poderia acrescentar teclados e saxofone em algumas canções, o que fez com que a banda recusasse a proposta.
Uma das últimas apresentações do Lixomania dessa época, no programa Fábrica do Som, da TV Cultura, terminou em pancadaria entre gangues rivais. Com isso, em março de 1983, o Lixomania resolveu encerrar suas atividades.
Após o final da banda, Miro formou o 365, com um som mais voltado para o pop rock.

### Retorno
Em outubro de 2002, o grupo voltou à ativa com sua formação clássica (Moreno, Tikinho, Adá e Miro) como convidado do festival O Fim do Mundo, realizado no Tendal da Lapa, zona oeste de São Paulo, que reuniu, durante uma semana, mais de 60 bandas de todo o Brasil. A partir dessas apresentações, e do incentivo dos fãs, o Lixomania voltou a ensaiar regularmente e, em 2003, fez um show no Hangar 110.
Em 2004, a banda voltou ao estúdio para regravar três músicas: "OMR (Ódio, Medo e Revolta)", "Quero ser Livre" e "PPP (Pare para Pensar)".
Em 2005, gravaram outras 15 músicas e lançaram o álbum Não, Obrigado!, que incluem 12 músicas inéditas mais as regravação do primeiro EP.
Em julho de 2016, se apresentaram no Estúdio Show Livre, em São Paulo. Está gravação pode ser encontrada em várias plataformas.
Em 2024 lançam um EP de inéditas autointitulado com 4 faixas, incluindo um cover de Buracos Suburbanos de Psykóze.

## Integrantes
- Moreno (vocal)

- Rogério Martins (Guitarra)

- Fernando Aragaki  (Bateria)

- Bruno Mendes (Baixo)

## Discografia

### Álbuns
- Violência e Sobrevivência (3x7" EP, 1982)
- Ao Vivo no Circo Voador (CD)
- Não, Obrigado! (CD, 2005)
- O Fim do Mundo, Enfim! - Ao Vivo no SESC Pompeia/SP (CD, 2014, Radar Records)[6]
- Lixomania (2024)

### Compilações
- O Começo do Fim do Mundo (LP, 1983)
- Tropical Viruses #1 (K7, 1984, BCT)
- Tropical Viruses #2 (K7, 1984, BCT)
- Botinada: a Origem do Punk no Brasil]] (DVD 2006, ST2)
- O Fim do Mundo, Enfim! (Ao Vivo, 2014 Selo Sesc)

## Videografia
- Ao Vivo no Circo Voador, 1982
- 'O Fim do Mundo, Enfim!' Documentário e Show Sesc Pompeia (DVD 2012 Selo Sesc)